# Sandžak

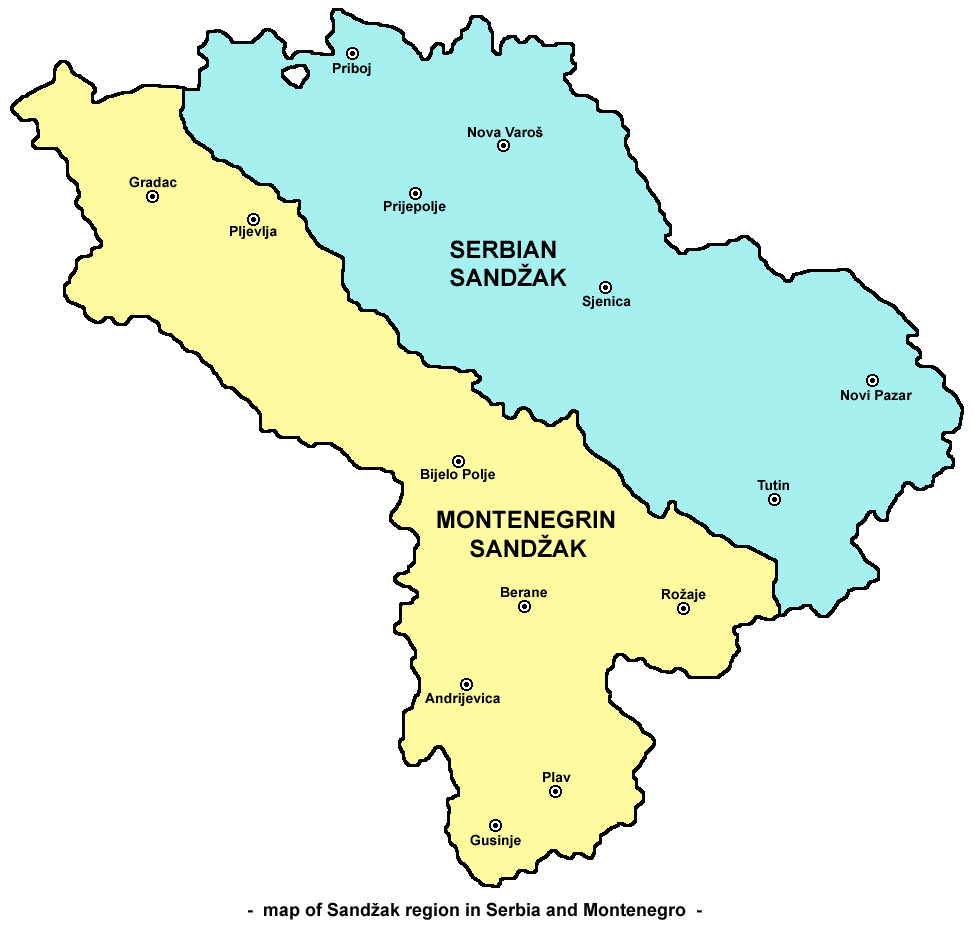
Kaart van Sandžak

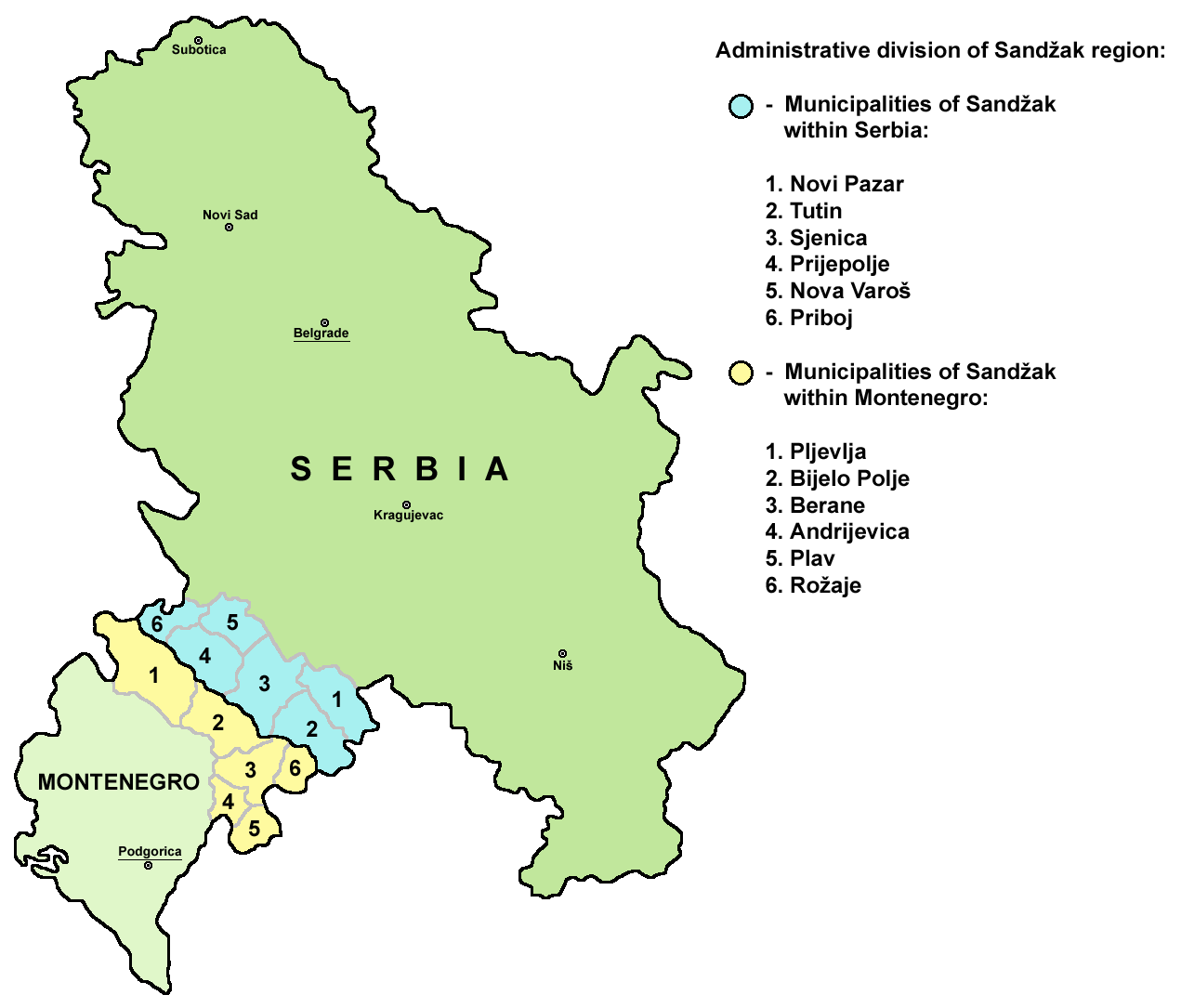
Kaart van Sandžak met Servië, Montenegro en Kosovo

De Sandžak (Cyrillisch: Санџак; Turks: Sancak) is een regio in het zuidwesten van Servië en het noorden van Montenegro, die ongeveer overeenkomt met het historische land Raška.
In Servië omvat de Sandžak zes gemeenten, te weten Novi Pazar (de “hoofdstad” van de Sandžak), Nova Varoš, Priboj, Prijepolje, Sjenica en Tutin. In Montenegro omvat de Sandžak zes gemeenten, te weten Bijelo Polje, Petnjica, Berane, Plav, Pljevlja en Rožaje.

## Geschiedenis
De naam sandžak verwijst naar een benaming van een bestuurlijke eenheid in het Ottomaanse rijk, waarvan de betekenis letterlijk "vlag" is. De Sandžak heette voluit de Sandžak van Novi Pazar. Tot 1912 maakte het deel uit van het Ottomaanse Rijk. Tijdens het congres van Berlijn in 1878 werd besloten dat de Sandžak onderdeel bleef van het Ottomaanse rijk, maar dat het onder militaire bescherming van Oostenrijk-Hongarije kwam. Het doel hiervan was het voorkomen van een bezetting door Servië en Montenegro in geval van een vereniging van beide landen. Toen Oostenrijk in 1908 Bosnië annexeerde trok men de troepen uit de Sandžak terug, deed men afstand van alle rechten op dit gebied en gaf het terug aan het Ottomaanse rijk.
In 1912, tijdens de Balkanoorlogen, werd de Sandžak door Servië en Montenegro onderling verdeeld (Verdrag van Boekarest, 1913). Tussen 1912 en 1970 emigreerden veel moslims en Albanese inwoners van de Sandžak naar Turkije. Daardoor hebben tegenwoordig meer dan 4 miljoen inwoners van Turkije historische banden met het gebied.

## Demografie

Nationale Symbool van Bosniakken in Sandžak

In de Sandžak woont een meerderheid aan moslims. In de volkstelling worden zij geregistreerd als Bosniakken en moslim van nationaliteit.
De Sandžak bestond niet als territoriale of bestuurlijke eenheid binnen de Confederatie van Servië en Montenegro. Toch wordt de term “Sandžak” vaak gebruikt, vooral door de moslims. Zij benadrukken daarmee het eigen godsdienstige en culturele karakter van de regio.